# Danmarks Akvarium (dokumentarfilm)
|  | Denne artikel er oprettet af botten Steenthbot ud fra en ekstern database. Den kan derfor have sproglige fejl eller mangler. Denne skabelon kan fjernes efter kontrol af indholdet. |

Danmarks Akvarium er en dansk virksomhedsfilm fra 1962.

## Handling
Optagelser af den forskelligartede flora og fauna i Danmarks Akvarium. Filmen slutter med teksten "Og så er der jo meget mere at se i Danmarks Akvarium".